# Landolfo VIII di Capua
Landolfo VIII di Capua (... – dopo il 1062) fu l'ultimo principe di Capua longobardo, in carica dal 1057 al 1058.

## Biografia
Landolfo VIII fu associato al trono da suo nonno Pandolfo IV nel 1038, durante il suo secondo regno, e diventò unico principe alla morte di suo padre Pandolfo VI nel 1057. Nel giugno del 1058 Capua venne conquistata dal conte normanno Riccardo I di Aversa. Dopo una riconciliazione con la Santa Sede negoziata da Desiderio, abate di Montecassino (futuro papa Vittore III), papa Niccolò II riconobbe, il 23 agosto 1059, durante il Concilio di Melfi I, l'investitura ufficiale del principato di Capua a Riccardo d'Aversa.

## Discendenza
Dall'unione con una sposa sconosciuta Landolfo VIII ebbe una sola figlia:
- Sichelgaita (… - dopo il 1098), sposò Guaimario di Giffoni, secondo una donazione fatta alla chiesa di Santa Maria de Lama di Salerno e all'abbazia di Cava.